# Jules Cluzel

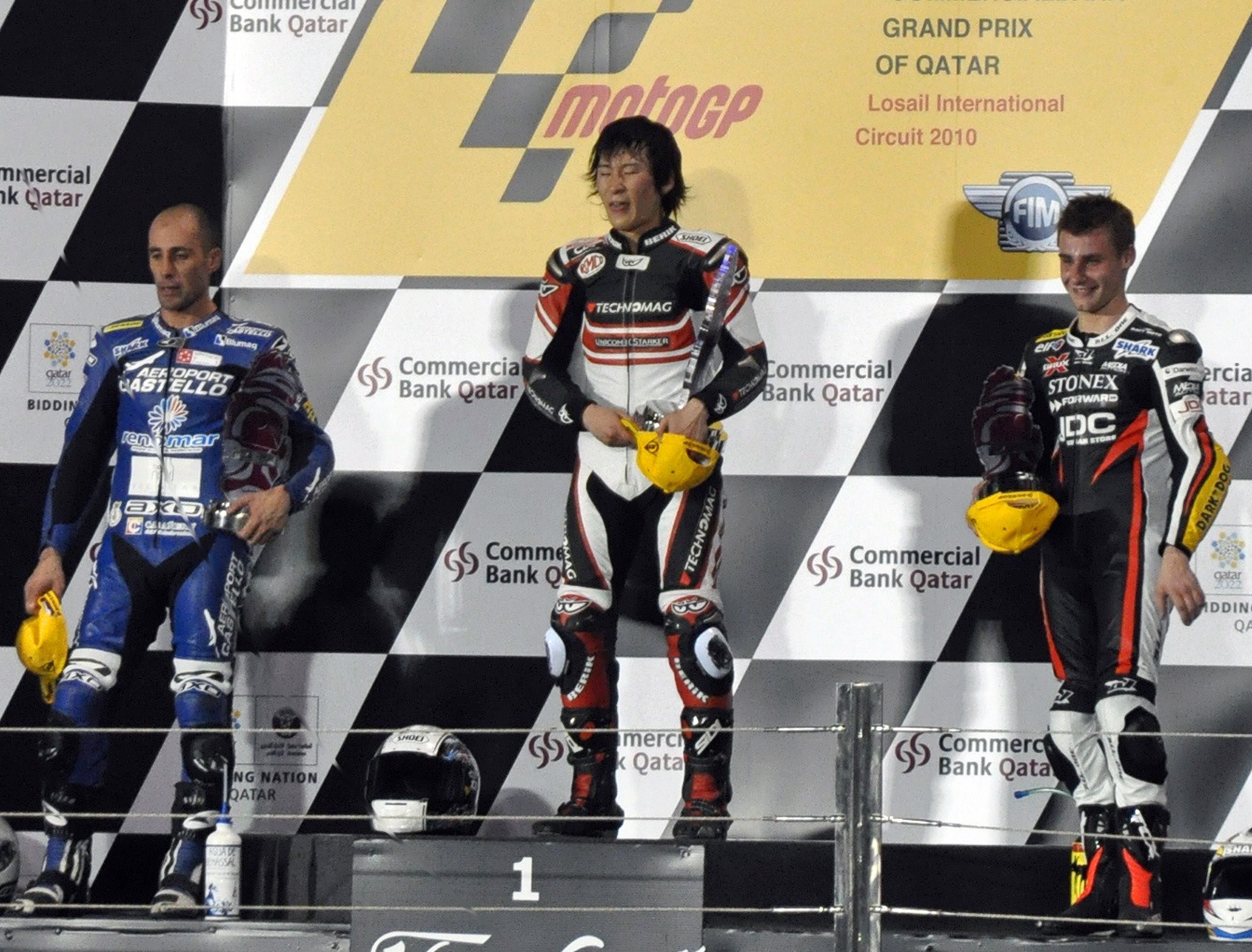
Jules Cluzel längst till höger på prispallen.

Jules Cluzel, född 12 oktober 1988 i Montluçon, Frankrike, är en fransk roadracingförare som sedan 2014 tävlar i Supersport-klassen i Världsmästerskapen i Roadracing.

## Roadracingkarriär
Jules Cluzel gjorde debut 2005 i 125GP och körde de två därpå följande säsongerna i 250GP på Aprilia, dock utan större framgång. Bytet till 125GP 2008 slutade ännu sämre, då Cluzel inte tog en poäng. Roadracing-VM 2009 bytte han tillbaka till 250GP och Matteoni Racing Aprilia och tog sin första pallplats genom att bli tvåa i årets första Grand Prix, Qatars MotoGP 2009. Säsongen 2010 körde han i den nya Moto2-klassen för Forward Racing på en Suter. Han blev trea i Qatar och vann Storbritanniens Grand prix. Det räckte till en sjundeplats i VM-tabellen. Cluzel fortstte med samma team och fabrikat 2011 men resultaten uteblev.
2012 flyttade Cluzel från Grand Prix-racing till Supersport-VM. Han vann fyra heat och blev VM-tvåa. Han flyttade 2013 upp i Superbike där han blev 10:e i VM med en andraplats som bästa resultat i ett heat. Cluzel gick tillbaka till Supersport och körde Supersport-VM 2014 för den klassiska motorcykeltillverkaren MV Agusta. Cluzel vann årets första heat och gav därmed MV Agusta märkets första heatseger i en VM-deltävling i en roadracingklass på 38 år. Han blev VM-tvåa 2014. Även 2015 slogs Cluzel om världsmästartiteln när en krasch gav så svåra skador att han tvingades avstå från de sista deltävlingarna och blev fyra i VM. Cluzel hade tillfrisktnat till säsongen 2016 och var återigen med och tävlade.

### Segrar Moto2
| Nr | Grand Prix     | År   |
| -- | -------------- | ---- |
| 1  | Storbritannien | 2010 |

### Tredjeplatser Moto2
| Nr | Grand Prix | År   |
| -- | ---------- | ---- |
| 1  | Qatar      | 2010 |

### Andraplatser 250GP
| Nr | Grand Prix | År   |
| -- | ---------- | ---- |
| 1  | Qatar      | 2009 |